# Tour de La Provence 2020
Tour de La Provence 2020 var den 5. udgave af det franske landevejscykelløb. Løbet foregik i perioden 13. til 16. februar 2020. Løbet var en del af UCI ProSeries 2020 og var i kategorien 2.Pro. Den samlede vinder blev colombianske Nairo Quintana fra Arkéa-Samsic.

## Hold og ryttere
| UCI WorldTeams (14)- CCC Team - Trek-Segafredo - Israel Start-Up Nation - EF Pro Cycling - AG2R La Mondiale - Jumbo-Visma - Groupama-FDJ - Team Sunweb - Deceuninck-Quick Step - Astana - Movistar Team - Cofidis - Ineos - NTT Pro Cycling UCI ProTeams (5)- Arkéa-Samsic - B&B Hotels-Vital Concept p/b KTM - Total Direct Énergie - Nippo Delko One Provence - Circus-Wanty Gobert UCI Kontinentalhold (2)- Saint Michel-Auber 93 - Natura4Ever-Roubaix Lille Métropole |
| |

### Danske ryttere
- Kasper Asgreen kørte for Deceuninck-Quick Step
- Magnus Cort kørte for EF Pro Cycling
- Niklas Eg kørte for Trek-Segafredo
- Alexander Kamp kørte for Trek-Segafredo
- Jesper Hansen kørte for Cofidis

## Etaperne
| Etape    | Dato     | Start – Mål                              | type              | Afstand (km) | Etapevinder      | Førende rytter   |
| -------- | -------- | ---------------------------------------- | ----------------- | ------------ | ---------------- | ---------------- |
| 1. etape | 13. feb. | Châteaurenard – Saintes-Maries-de-la-Mer | flad etape        | 149,5        | Nacer Bouhanni   | Nacer Bouhanni   |
| 2. etape | 14. feb. | Aubagne – La Ciotat                      | middel bjergetape | 174,9        | Aleksandr Vlasov | Aleksandr Vlasov |
| 3. etape | 15. feb. | Istres – Chalet Reynard, Mont Ventoux    | bjergetape        | 140,2        | Nairo Quintana   | Nairo Quintana   |
| 4. etape | 16. feb. | Avignon – Aix-en-Provence                | kuperet etape     | 170,5        | Owain Doull      | Nairo Quintana   |

### 1. etape
| Châteaurenard - Saintes-Maries-de-la-Mer | flad etape | (149,5 km) |

| \| Etaperesultat \| Etaperesultat \| Etaperesultat \| Etaperesultat \| Etaperesultat \| \| Rytter \| Rytter \| Hold \| Tid \| \| \| ------------- \| ------------------- \| ------------------------ \| ------------- \| ------------- \| \| 1. \| Nacer Bouhanni \| Arkéa-Samsic \| 3t 16' 35" \| \| \| 2. \| Jakub Mareczko \| CCC Team \| + 0" \| \| \| 3. \| Giacomo Nizzolo \| NTT Pro Cycling \| + 0" \| \| \| 4. \| Pierre Barbier \| Nippo-Delko One Provence \| + 0" \| \| \| 5. \| Hugo Hofstetter \| Israel Start-Up Nation \| + 0" \| \| \| 6. \| Christopher Lawless \| Team Ineos \| + 0" \| \| \| 7. \| Timothy Dupont \| Circus-Wanty Gobert \| + 0" \| \| \| 8. \| Kasper Asgreen \| Deceuninck-Quick Step \| + 0" \| \| \| 9. \| Marc Hirschi \| Team Sunweb \| + 0" \| \| \| 10. \| Quinn Simmons \| Trek-Segafredo \| + 0" \| \| |                     |                          |            |
| |                     |                          |            |
| Kilde: ProCyclingStats |                     |                          |            |
| Etaperesultat |                     |                          |            |
| Rytter | Rytter              | Hold                     | Tid        |
| 1. | Nacer Bouhanni      | Arkéa-Samsic             | 3t 16' 35" |
| 2. | Jakub Mareczko      | CCC Team                 | + 0"       |
| 3. | Giacomo Nizzolo     | NTT Pro Cycling          | + 0"       |
| 4. | Pierre Barbier      | Nippo-Delko One Provence | + 0"       |
| 5. | Hugo Hofstetter     | Israel Start-Up Nation   | + 0"       |
| 6. | Christopher Lawless | Team Ineos               | + 0"       |
| 7. | Timothy Dupont      | Circus-Wanty Gobert      | + 0"       |
| 8. | Kasper Asgreen      | Deceuninck-Quick Step    | + 0"       |
| 9. | Marc Hirschi        | Team Sunweb              | + 0"       |
| 10. | Quinn Simmons       | Trek-Segafredo           | + 0"       |

| \| Samlede stilling \| Samlede stilling \| Samlede stilling \| Samlede stilling \| Samlede stilling \| \| Rytter \| Rytter \| Hold \| Tid \| \| \| ---------------- \| ------------------- \| ------------------------ \| ---------------- \| ---------------- \| \| 1. \| Nacer Bouhanni \| Arkéa-Samsic \| 3t 16' 25" \| \| \| 2. \| Jakub Mareczko \| CCC Team \| + 4" \| \| \| 3. \| Giacomo Nizzolo \| NTT Pro Cycling \| + 6" \| \| \| 4. \| Charlie Quaterman \| Trek-Segafredo \| + 6" \| \| \| 5. \| Johan Jacobs \| Movistar Team \| + 6" \| \| \| 6. \| Louis Louvet \| Saint Michel-Auber 93 \| + 7" \| \| \| 7. \| Romain Combaud \| Nippo-Delko One Provence \| + 9" \| \| \| 8. \| Pierre Barbier \| Nippo-Delko One Provence \| + 10" \| \| \| 9. \| Hugo Hofstetter \| Israel Start-Up Nation \| + 10" \| \| \| 10. \| Christopher Lawless \| Team Ineos \| + 10" \| \| |                     |                          |            |
| |                     |                          |            |
| Kilde: ProCyclingStats |                     |                          |            |
| Samlede stilling |                     |                          |            |
| Rytter | Rytter              | Hold                     | Tid        |
| 1. | Nacer Bouhanni      | Arkéa-Samsic             | 3t 16' 25" |
| 2. | Jakub Mareczko      | CCC Team                 | + 4"       |
| 3. | Giacomo Nizzolo     | NTT Pro Cycling          | + 6"       |
| 4. | Charlie Quaterman   | Trek-Segafredo           | + 6"       |
| 5. | Johan Jacobs        | Movistar Team            | + 6"       |
| 6. | Louis Louvet        | Saint Michel-Auber 93    | + 7"       |
| 7. | Romain Combaud      | Nippo-Delko One Provence | + 9"       |
| 8. | Pierre Barbier      | Nippo-Delko One Provence | + 10"      |
| 9. | Hugo Hofstetter     | Israel Start-Up Nation   | + 10"      |
| 10. | Christopher Lawless | Team Ineos               | + 10"      |

### 2. etape
| Aubagne - La Ciotat | middel bjergetape | (174,9 km) |

| \| Etaperesultat \| Etaperesultat \| Etaperesultat \| Etaperesultat \| Etaperesultat \| \| Rytter \| Rytter \| Hold \| Tid \| \| \| ------------- \| ---------------------- \| --------------------- \| ------------- \| ------------- \| \| 1. \| Aleksandr Vlasov \| Astana \| 4t 30' 57" \| \| \| 2. \| Wilco Kelderman \| Team Sunweb \| + 24" \| \| \| 3. \| Aleksej Lutsenko \| Astana \| + 24" \| \| \| 4. \| Magnus Cort \| EF Pro Cycling \| + 24" \| \| \| 5. \| Andrea Bagioli \| Deceuninck-Quick Step \| + 24" \| \| \| 6. \| Eddie Dunbar \| Team Ineos \| + 24" \| \| \| 7. \| Thibaut Pinot \| Groupama-FDJ \| + 24" \| \| \| 8. \| Nairo Quintana \| Arkéa-Samsic \| + 24" \| \| \| 9. \| Aurélien Paret-Peintre \| AG2R La Mondiale \| + 24" \| \| \| 10. \| David Gaudu \| Groupama-FDJ \| + 24" \| \| |                        |                       |            |
| |                        |                       |            |
| Kilde: ProCyclingStats |                        |                       |            |
| Etaperesultat |                        |                       |            |
| Rytter | Rytter                 | Hold                  | Tid        |
| 1. | Aleksandr Vlasov       | Astana                | 4t 30' 57" |
| 2. | Wilco Kelderman        | Team Sunweb           | + 24"      |
| 3. | Aleksej Lutsenko       | Astana                | + 24"      |
| 4. | Magnus Cort            | EF Pro Cycling        | + 24"      |
| 5. | Andrea Bagioli         | Deceuninck-Quick Step | + 24"      |
| 6. | Eddie Dunbar           | Team Ineos            | + 24"      |
| 7. | Thibaut Pinot          | Groupama-FDJ          | + 24"      |
| 8. | Nairo Quintana         | Arkéa-Samsic          | + 24"      |
| 9. | Aurélien Paret-Peintre | AG2R La Mondiale      | + 24"      |
| 10. | David Gaudu            | Groupama-FDJ          | + 24"      |

| \| Samlede stilling \| Samlede stilling \| Samlede stilling \| Samlede stilling \| Samlede stilling \| \| Rytter \| Rytter \| Hold \| Tid \| \| \| ---------------- \| ---------------------- \| ---------------- \| ---------------- \| ---------------- \| \| 1. \| Aleksandr Vlasov \| Astana \| 7t 47' 22" \| \| \| 2. \| Wilco Kelderman \| Team Sunweb \| + 28" \| \| \| 3. \| Aleksej Lutsenko \| Astana \| + 30" \| \| \| 4. \| Magnus Cort \| EF Pro Cycling \| + 34" \| \| \| 5. \| Alex Aranburu \| Astana \| + 34" \| \| \| 6. \| Aurélien Paret-Peintre \| AG2R La Mondiale \| + 34" \| \| \| 7. \| Thibaut Pinot \| Groupama-FDJ \| + 34" \| \| \| 8. \| Nairo Quintana \| Arkéa-Samsic \| + 34" \| \| \| 9. \| Eddie Dunbar \| Team Ineos \| + 34" \| \| \| 10. \| David Gaudu \| Groupama-FDJ \| + 34" \| \| |                        |                  |            |
| |                        |                  |            |
| Kilde: ProCyclingStats |                        |                  |            |
| Samlede stilling |                        |                  |            |
| Rytter | Rytter                 | Hold             | Tid        |
| 1. | Aleksandr Vlasov       | Astana           | 7t 47' 22" |
| 2. | Wilco Kelderman        | Team Sunweb      | + 28"      |
| 3. | Aleksej Lutsenko       | Astana           | + 30"      |
| 4. | Magnus Cort            | EF Pro Cycling   | + 34"      |
| 5. | Alex Aranburu          | Astana           | + 34"      |
| 6. | Aurélien Paret-Peintre | AG2R La Mondiale | + 34"      |
| 7. | Thibaut Pinot          | Groupama-FDJ     | + 34"      |
| 8. | Nairo Quintana         | Arkéa-Samsic     | + 34"      |
| 9. | Eddie Dunbar           | Team Ineos       | + 34"      |
| 10. | David Gaudu            | Groupama-FDJ     | + 34"      |

### 3. etape
| Istres - Mont Ventoux | bjergetape | (140,2 km) |

| \| Etaperesultat \| Etaperesultat \| Etaperesultat \| Etaperesultat \| Etaperesultat \| \| Rytter \| Rytter \| Hold \| Tid \| \| \| ------------- \| ---------------- \| -------------- \| ------------- \| ------------- \| \| 1. \| Nairo Quintana \| Arkéa-Samsic \| 3t 36' 26" \| \| \| 2. \| Aleksej Lutsenko \| Astana \| + 1' 28" \| \| \| 3. \| Hugh Carthy \| EF Pro Cycling \| + 1' 28" \| \| \| 4. \| Aleksandr Vlasov \| Astana \| + 1' 28" \| \| \| 5. \| Eddie Dunbar \| Team Ineos \| + 2' 11" \| \| \| 6. \| Sepp Kuss \| Jumbo-Visma \| + 2' 12" \| \| \| 7. \| Wilco Kelderman \| Team Sunweb \| + 2' 12" \| \| \| 8. \| Jesús Herrada \| Cofidis \| + 2' 12" \| \| \| 9. \| Thibaut Pinot \| Groupama-FDJ \| + 2' 12" \| \| \| 10. \| David Gaudu \| Groupama-FDJ \| + 2' 25" \| \| |                  |                |            |
| |                  |                |            |
| Kilde: ProCyclingStats |                  |                |            |
| Etaperesultat |                  |                |            |
| Rytter | Rytter           | Hold           | Tid        |
| 1. | Nairo Quintana   | Arkéa-Samsic   | 3t 36' 26" |
| 2. | Aleksej Lutsenko | Astana         | + 1' 28"   |
| 3. | Hugh Carthy      | EF Pro Cycling | + 1' 28"   |
| 4. | Aleksandr Vlasov | Astana         | + 1' 28"   |
| 5. | Eddie Dunbar     | Team Ineos     | + 2' 11"   |
| 6. | Sepp Kuss        | Jumbo-Visma    | + 2' 12"   |
| 7. | Wilco Kelderman  | Team Sunweb    | + 2' 12"   |
| 8. | Jesús Herrada    | Cofidis        | + 2' 12"   |
| 9. | Thibaut Pinot    | Groupama-FDJ   | + 2' 12"   |
| 10. | David Gaudu      | Groupama-FDJ   | + 2' 25"   |

| \| Samlede stilling \| Samlede stilling \| Samlede stilling \| Samlede stilling \| Samlede stilling \| \| Rytter \| Rytter \| Hold \| Tid \| \| \| ---------------- \| ---------------- \| ---------------- \| ---------------- \| ---------------- \| \| 1. \| Nairo Quintana \| Arkéa-Samsic \| 11t 24' 12" \| \| \| 2. \| Aleksandr Vlasov \| Astana \| + 1' 04" \| \| \| 3. \| Aleksej Lutsenko \| Astana \| + 1' 28" \| \| \| 4. \| Hugh Carthy \| EF Pro Cycling \| + 1' 38" \| \| \| 5. \| Wilco Kelderman \| Team Sunweb \| + 2' 16" \| \| \| 6. \| Eddie Dunbar \| Team Ineos \| + 2' 21" \| \| \| 7. \| Thibaut Pinot \| Groupama-FDJ \| + 2' 22" \| \| \| 8. \| Sepp Kuss \| Jumbo-Visma \| + 2' 26" \| \| \| 9. \| Jesús Herrada \| Cofidis \| + 2' 26" \| \| \| 10. \| David Gaudu \| Groupama-FDJ \| + 2' 35" \| \| |                  |                |             |
| |                  |                |             |
| Kilde: ProCyclingStats |                  |                |             |
| Samlede stilling |                  |                |             |
| Rytter | Rytter           | Hold           | Tid         |
| 1. | Nairo Quintana   | Arkéa-Samsic   | 11t 24' 12" |
| 2. | Aleksandr Vlasov | Astana         | + 1' 04"    |
| 3. | Aleksej Lutsenko | Astana         | + 1' 28"    |
| 4. | Hugh Carthy      | EF Pro Cycling | + 1' 38"    |
| 5. | Wilco Kelderman  | Team Sunweb    | + 2' 16"    |
| 6. | Eddie Dunbar     | Team Ineos     | + 2' 21"    |
| 7. | Thibaut Pinot    | Groupama-FDJ   | + 2' 22"    |
| 8. | Sepp Kuss        | Jumbo-Visma    | + 2' 26"    |
| 9. | Jesús Herrada    | Cofidis        | + 2' 26"    |
| 10. | David Gaudu      | Groupama-FDJ   | + 2' 35"    |

### 4. etape
| Avignon - Aix-en-Provence | kuperet etape | (170,5 km) |

| \| Etaperesultat \| Etaperesultat \| Etaperesultat \| Etaperesultat \| Etaperesultat \| \| Rytter \| Rytter \| Hold \| Tid \| \| \| ------------- \| ---------------- \| ------------------------ \| ------------- \| ------------- \| \| 1. \| Owain Doull \| Team Ineos \| 4t 07' 32" \| \| \| 2. \| Matthias Brändle \| Israel Start-Up Nation \| + 0" \| \| \| 3. \| Ian Garrison \| Deceuninck-Quick Step \| + 2" \| \| \| 4. \| Romain Combaud \| Nippo-Delko One Provence \| + 2" \| \| \| 5. \| Aleksej Lutsenko \| Astana \| + 6" \| \| \| 6. \| Damien Touzé \| Cofidis \| + 6" \| \| \| 7. \| Pascal Eenkhoorn \| Jumbo-Visma \| + 6" \| \| \| 8. \| Magnus Cort \| EF Pro Cycling \| + 6" \| \| \| 9. \| Kasper Asgreen \| Deceuninck-Quick Step \| + 6" \| \| \| 10. \| Quinn Simmons \| Trek-Segafredo \| + 6" \| \| |                  |                          |            |
| |                  |                          |            |
| Kilde: ProCyclingStats |                  |                          |            |
| Etaperesultat |                  |                          |            |
| Rytter | Rytter           | Hold                     | Tid        |
| 1. | Owain Doull      | Team Ineos               | 4t 07' 32" |
| 2. | Matthias Brändle | Israel Start-Up Nation   | + 0"       |
| 3. | Ian Garrison     | Deceuninck-Quick Step    | + 2"       |
| 4. | Romain Combaud   | Nippo-Delko One Provence | + 2"       |
| 5. | Aleksej Lutsenko | Astana                   | + 6"       |
| 6. | Damien Touzé     | Cofidis                  | + 6"       |
| 7. | Pascal Eenkhoorn | Jumbo-Visma              | + 6"       |
| 8. | Magnus Cort      | EF Pro Cycling           | + 6"       |
| 9. | Kasper Asgreen   | Deceuninck-Quick Step    | + 6"       |
| 10. | Quinn Simmons    | Trek-Segafredo           | + 6"       |

## Resultater
| \| Samlede stilling \| Samlede stilling \| Samlede stilling \| Samlede stilling \| Samlede stilling \| \| Rytter \| Rytter \| Hold \| Tid \| \| \| ---------------- \| ---------------------- \| ---------------- \| ---------------- \| ---------------- \| \| 1. \| Nairo Quintana \| Arkéa-Samsic \| 15t 31' 50" \| \| \| 2. \| Aleksandr Vlasov \| Astana \| + 1' 04" \| \| \| 3. \| Aleksej Lutsenko \| Astana \| + 1' 28" \| \| \| 4. \| Hugh Carthy \| EF Pro Cycling \| + 1' 38" \| \| \| 5. \| Wilco Kelderman \| Team Sunweb \| + 2' 16" \| \| \| 6. \| Eddie Dunbar \| Team Ineos \| + 2' 21" \| \| \| 7. \| Thibaut Pinot \| Groupama-FDJ \| + 2' 22" \| \| \| 8. \| Sepp Kuss \| Jumbo-Visma \| + 2' 26" \| \| \| 9. \| Jesús Herrada \| Cofidis \| + 2' 26" \| \| \| 10. \| David Gaudu \| Groupama-FDJ \| + 2' 35" \| \| \| 11. \| Aurélien Paret-Peintre \| AG2R La Mondiale \| + 2' 44" \| \| \| 12. \| Fausto Masnada \| CCC Team \| + 3' 15" \| \| \| 13. \| Niklas Eg \| Trek-Segafredo \| + 3' 50" \| \| \| 14. \| Domenico Pozzovivo \| NTT Pro Cycling \| + 3' 51" \| \| \| 15. \| Robert Gesink \| Jumbo-Visma \| + 3' 53" \| \| |                        |                  |             |
| |                        |                  |             |
| Kilde: ProCyclingStats |                        |                  |             |
| Samlede stilling |                        |                  |             |
| Rytter | Rytter                 | Hold             | Tid         |
| 1. | Nairo Quintana         | Arkéa-Samsic     | 15t 31' 50" |
| 2. | Aleksandr Vlasov       | Astana           | + 1' 04"    |
| 3. | Aleksej Lutsenko       | Astana           | + 1' 28"    |
| 4. | Hugh Carthy            | EF Pro Cycling   | + 1' 38"    |
| 5. | Wilco Kelderman        | Team Sunweb      | + 2' 16"    |
| 6. | Eddie Dunbar           | Team Ineos       | + 2' 21"    |
| 7. | Thibaut Pinot          | Groupama-FDJ     | + 2' 22"    |
| 8. | Sepp Kuss              | Jumbo-Visma      | + 2' 26"    |
| 9. | Jesús Herrada          | Cofidis          | + 2' 26"    |
| 10. | David Gaudu            | Groupama-FDJ     | + 2' 35"    |
| 11. | Aurélien Paret-Peintre | AG2R La Mondiale | + 2' 44"    |
| 12. | Fausto Masnada         | CCC Team         | + 3' 15"    |
| 13. | Niklas Eg              | Trek-Segafredo   | + 3' 50"    |
| 14. | Domenico Pozzovivo     | NTT Pro Cycling  | + 3' 51"    |
| 15. | Robert Gesink          | Jumbo-Visma      | + 3' 53"    |

| Samlede stilling | Samlede stilling       | Samlede stilling | Samlede stilling | Samlede stilling |
| Rytter           | Rytter                 | Hold             | Tid              |                  |
| ---------------- | ---------------------- | ---------------- | ---------------- | ---------------- |
| 1.               | Nairo Quintana         | Arkéa-Samsic     | 15t 31' 50"      |                  |
| 2.               | Aleksandr Vlasov       | Astana           | + 1' 04"         |                  |
| 3.               | Aleksej Lutsenko       | Astana           | + 1' 28"         |                  |
| 4.               | Hugh Carthy            | EF Pro Cycling   | + 1' 38"         |                  |
| 5.               | Wilco Kelderman        | Team Sunweb      | + 2' 16"         |                  |
| 6.               | Eddie Dunbar           | Team Ineos       | + 2' 21"         |                  |
| 7.               | Thibaut Pinot          | Groupama-FDJ     | + 2' 22"         |                  |
| 8.               | Sepp Kuss              | Jumbo-Visma      | + 2' 26"         |                  |
| 9.               | Jesús Herrada          | Cofidis          | + 2' 26"         |                  |
| 10.              | David Gaudu            | Groupama-FDJ     | + 2' 35"         |                  |
| 11.              | Aurélien Paret-Peintre | AG2R La Mondiale | + 2' 44"         |                  |
| 12.              | Fausto Masnada         | CCC Team         | + 3' 15"         |                  |
| 13.              | Niklas Eg              | Trek-Segafredo   | + 3' 50"         |                  |
| 14.              | Domenico Pozzovivo     | NTT Pro Cycling  | + 3' 51"         |                  |
| 15.              | Robert Gesink          | Jumbo-Visma      | + 3' 53"         |                  |

| Pointkonkurrence | Pointkonkurrence | Pointkonkurrence         | Pointkonkurrence | Pointkonkurrence |
| Rytter           | Rytter           | Hold                     | Point            |                  |
| ---------------- | ---------------- | ------------------------ | ---------------- | ---------------- |
| 1.               | Aleksej Lutsenko | Astana                   | 30 point         |                  |
| 2.               | Aleksandr Vlasov | Astana                   | 24 point         |                  |
| 3.               | Nairo Quintana   | Arkéa-Samsic             | 20 point         |                  |
| 4.               | Wilco Kelderman  | Team Sunweb              | 18 point         |                  |
| 5.               | Owain Doull      | Team Ineos               | 15 point         |                  |
| 6.               | Romain Combaud   | Nippo-Delko One Provence | 15 point         |                  |
| 7.               | Eddie Dunbar     | Team Ineos               | 15 point         |                  |
| 8.               | Magnus Cort      | EF Pro Cycling           | 14 point         |                  |
| 9.               | Rémi Cavagna     | Deceuninck-Quick Step    | 13 point         |                  |
| 10.              | Ian Garrison     | Deceuninck-Quick Step    | 13 point         |                  |

| Pointkonkurrence | Pointkonkurrence | Pointkonkurrence         | Pointkonkurrence | Pointkonkurrence |
| Rytter           | Rytter           | Hold                     | Point            |                  |
| ---------------- | ---------------- | ------------------------ | ---------------- | ---------------- |
| 1.               | Aleksej Lutsenko | Astana                   | 30 point         |                  |
| 2.               | Aleksandr Vlasov | Astana                   | 24 point         |                  |
| 3.               | Nairo Quintana   | Arkéa-Samsic             | 20 point         |                  |
| 4.               | Wilco Kelderman  | Team Sunweb              | 18 point         |                  |
| 5.               | Owain Doull      | Team Ineos               | 15 point         |                  |
| 6.               | Romain Combaud   | Nippo-Delko One Provence | 15 point         |                  |
| 7.               | Eddie Dunbar     | Team Ineos               | 15 point         |                  |
| 8.               | Magnus Cort      | EF Pro Cycling           | 14 point         |                  |
| 9.               | Rémi Cavagna     | Deceuninck-Quick Step    | 13 point         |                  |
| 10.              | Ian Garrison     | Deceuninck-Quick Step    | 13 point         |                  |

| Bjergkonkurrence | Bjergkonkurrence | Bjergkonkurrence                 | Bjergkonkurrence | Bjergkonkurrence |
| Rytter           | Rytter           | Hold                             | Point            |                  |
| ---------------- | ---------------- | -------------------------------- | ---------------- | ---------------- |
| 1.               | Jonas Koch       | CCC Team                         | 18 point         |                  |
| 2.               | Victor Lafay     | Cofidis                          | 14 point         |                  |
| 3.               | Romain Combaud   | Nippo-Delko One Provence         | 13 point         |                  |
| 4.               | Johan Jacobs     | Movistar Team                    | 8 point          |                  |
| 5.               | Nairo Quintana   | Arkéa-Samsic                     | 7 point          |                  |
| 6.               | Ian Garrison     | Deceuninck-Quick Step            | 7 point          |                  |
| 7.               | Cyril Barthe     | B&B Hotels-Vital Concept p/b KTM | 7 point          |                  |
| 8.               | Aleksej Lutsenko | Astana                           | 5 point          |                  |
| 9.               | Owain Doull      | Team Ineos                       | 4 point          |                  |
| 10.              | Timothy Dupont   | Circus-Wanty Gobert              | 4 point          |                  |

| Bjergkonkurrence | Bjergkonkurrence | Bjergkonkurrence                 | Bjergkonkurrence | Bjergkonkurrence |
| Rytter           | Rytter           | Hold                             | Point            |                  |
| ---------------- | ---------------- | -------------------------------- | ---------------- | ---------------- |
| 1.               | Jonas Koch       | CCC Team                         | 18 point         |                  |
| 2.               | Victor Lafay     | Cofidis                          | 14 point         |                  |
| 3.               | Romain Combaud   | Nippo-Delko One Provence         | 13 point         |                  |
| 4.               | Johan Jacobs     | Movistar Team                    | 8 point          |                  |
| 5.               | Nairo Quintana   | Arkéa-Samsic                     | 7 point          |                  |
| 6.               | Ian Garrison     | Deceuninck-Quick Step            | 7 point          |                  |
| 7.               | Cyril Barthe     | B&B Hotels-Vital Concept p/b KTM | 7 point          |                  |
| 8.               | Aleksej Lutsenko | Astana                           | 5 point          |                  |
| 9.               | Owain Doull      | Team Ineos                       | 4 point          |                  |
| 10.              | Timothy Dupont   | Circus-Wanty Gobert              | 4 point          |                  |

| Ungdomskonkurrence | Ungdomskonkurrence     | Ungdomskonkurrence       | Ungdomskonkurrence | Ungdomskonkurrence |
| Rytter             | Rytter                 | Hold                     | Tid                |                    |
| ------------------ | ---------------------- | ------------------------ | ------------------ | ------------------ |
| 1.                 | Aleksandr Vlasov       | Astana                   | 15t 32' 54"        |                    |
| 2.                 | Eddie Dunbar           | Team Ineos               | + 1' 17"           |                    |
| 3.                 | David Gaudu            | Groupama-FDJ             | + 1' 31"           |                    |
| 4.                 | Aurélien Paret-Peintre | AG2R La Mondiale         | + 1' 40"           |                    |
| 5.                 | Niklas Eg              | Trek-Segafredo           | + 2' 46"           |                    |
| 6.                 | Andrea Bagioli         | Deceuninck-Quick Step    | + 2' 51"           |                    |
| 7.                 | Sam Oomen              | Team Sunweb              | + 3' 05"           |                    |
| 8.                 | Pavel Sivakov          | Team Ineos               | + 3' 40"           |                    |
| 9.                 | Attila Valter          | CCC Team                 | + 4' 41"           |                    |
| 10.                | Rémy Rochas            | Nippo-Delko One Provence | + 4' 42"           |                    |

| Ungdomskonkurrence | Ungdomskonkurrence     | Ungdomskonkurrence       | Ungdomskonkurrence | Ungdomskonkurrence |
| Rytter             | Rytter                 | Hold                     | Tid                |                    |
| ------------------ | ---------------------- | ------------------------ | ------------------ | ------------------ |
| 1.                 | Aleksandr Vlasov       | Astana                   | 15t 32' 54"        |                    |
| 2.                 | Eddie Dunbar           | Team Ineos               | + 1' 17"           |                    |
| 3.                 | David Gaudu            | Groupama-FDJ             | + 1' 31"           |                    |
| 4.                 | Aurélien Paret-Peintre | AG2R La Mondiale         | + 1' 40"           |                    |
| 5.                 | Niklas Eg              | Trek-Segafredo           | + 2' 46"           |                    |
| 6.                 | Andrea Bagioli         | Deceuninck-Quick Step    | + 2' 51"           |                    |
| 7.                 | Sam Oomen              | Team Sunweb              | + 3' 05"           |                    |
| 8.                 | Pavel Sivakov          | Team Ineos               | + 3' 40"           |                    |
| 9.                 | Attila Valter          | CCC Team                 | + 4' 41"           |                    |
| 10.                | Rémy Rochas            | Nippo-Delko One Provence | + 4' 42"           |                    |

### Holdkonkurrencen
| Holdkonkurrence | Holdkonkurrence          | Holdkonkurrence | Holdkonkurrence |
| Hold            | Hold                     | Tid             |                 |
| --------------- | ------------------------ | --------------- | --------------- |
| 1.              | Astana                   | 46t 43' 02"     |                 |
| 2.              | Groupama-FDJ             | + 1' 55"        |                 |
| 3.              | EF Pro Cycling           | + 2' 38"        |                 |
| 4.              | Team Sunweb              | + 3' 42"        |                 |
| 5.              | Jumbo-Visma              | + 3' 49"        |                 |
| 6.              | AG2R La Mondiale         | + 6' 02"        |                 |
| 7.              | Nippo Delko One Provence | + 8' 19"        |                 |
| 8.              | CCC Team                 | + 9' 24"        |                 |
| 9.              | NTT Pro Cycling          | + 9' 41"        |                 |
| 10.             | Arkéa-Samsic             | + 11' 07"       |                 |

## Startliste
| Astana AST | Astana AST             | Astana AST |
| ---------- | ---------------------- | ---------- |
| Nr.        | Rytter                 | Placering  |
| 1          | Gorka Izagirre (ESP)   |            |
| 2          | Aleksej Lutsenko (KAZ) |            |
| 3          | Alex Aranburu (ESP)    |            |
| 4          | Aleksandr Vlasov (RUS) |            |
| 5          | Fabio Felline (ITA)    |            |
| 6          | Merhawi Kudus (ERI)    |            |
| 7          | Vadim Pronskij (KAZ)   |            |

| AG2R La Mondiale ALM | AG2R La Mondiale ALM         | AG2R La Mondiale ALM |
| -------------------- | ---------------------------- | -------------------- |
| Nr.                  | Rytter                       | Placering            |
| 11                   | Mikaël Cherel (FRA)          |                      |
| 12                   | Julien Duval (FRA)           |                      |
| 13                   | Alexandre Geniez (FRA)       | DNF-2                |
| 14                   | Jaakko Hänninen (FIN)        |                      |
| 15                   | Aurélien Paret-Peintre (FRA) |                      |
| 16                   | Nans Peters (FRA)            |                      |
| 17                   | François Bidard (FRA)        |                      |

| CCC Team CCC | CCC Team CCC                   | CCC Team CCC |
| ------------ | ------------------------------ | ------------ |
| Nr.          | Rytter                         | Placering    |
| 21           | Will Barta (USA)               |              |
| 22           | Jan Hirt (CZE)                 |              |
| 23           | Jonas Koch (GER)               |              |
| 24           | Jakub Mareczko (ITA)           |              |
| 25           | Fausto Masnada (ITA)           |              |
| 26           | Michał Paluta (POL) (landevej) |              |
| 27           | Attila Valter (HUN)            |              |

| Cofidis COF | Cofidis COF               | Cofidis COF |
| ----------- | ------------------------- | ----------- |
| Nr.         | Rytter                    | Placering   |
| 31          | Jesús Herrada (ESP)       |             |
| 32          | Fernando Barceló (ESP)    |             |
| 33          | Victor Lafay (FRA)        |             |
| 34          | Jesper Hansen (DEN)       |             |
| 35          | Pierre-Luc Périchon (FRA) |             |
| 36          | Damien Touzé (FRA)        |             |
| 37          | Julien Vermote (BEL)      |             |

| Deceuninck-Quick Step DQT | Deceuninck-Quick Step DQT | Deceuninck-Quick Step DQT |
| ------------------------- | ------------------------- | ------------------------- |
| Nr.                       | Rytter                    | Placering                 |
| 41                        | Kasper Asgreen (DEN)      |                           |
| 42                        | Andrea Bagioli (ITA)      |                           |
| 43                        | Rémi Cavagna (FRA)        |                           |
| 44                        | Dries Devenyns (BEL)      |                           |
| 45                        | Ian Garrison (USA)        |                           |
| 46                        | Iljo Keisse (BEL)         |                           |
| 47                        | Pieter Serry (BEL)        |                           |

| EF Pro Cycling EF1 | EF Pro Cycling EF1    | EF Pro Cycling EF1 |
| ------------------ | --------------------- | ------------------ |
| Nr.                | Rytter                | Placering          |
| 51                 | Tanel Kangert (EST)   |                    |
| 52                 | Hugh Carthy (GBR)     |                    |
| 53                 | Magnus Cort (DEN)     |                    |
| 54                 | Ruben Guerreiro (POR) |                    |
| 55                 | Luis Villalobos (MEX) |                    |
| 56                 | Sean Bennett (USA)    |                    |
| 57                 | Sep Vanmarcke (BEL)   |                    |

| Groupama-FDJ GFC | Groupama-FDJ GFC          | Groupama-FDJ GFC |
| ---------------- | ------------------------- | ---------------- |
| Nr.              | Rytter                    | Placering        |
| 61               | Thibaut Pinot (FRA)       |                  |
| 62               | David Gaudu (FRA)         |                  |
| 63               | Antoine Duchesne (CAN)    |                  |
| 64               | Matthieu Ladagnous (FRA)  |                  |
| 65               | Rudy Molard (FRA)         |                  |
| 66               | Anthony Roux (FRA)        |                  |
| 67               | Ignatas Konovalovas (LTU) |                  |

| Team Ineos INS | Team Ineos INS            | Team Ineos INS |
| -------------- | ------------------------- | -------------- |
| Nr.            | Rytter                    | Placering      |
| 71             | Owain Doull (GBR)         |                |
| 72             | Eddie Dunbar (IRL)        |                |
| 73             | Michał Gołaś (POL)        |                |
| 74             | Christopher Lawless (GBR) |                |
| 75             | Gianni Moscon (ITA)       |                |
| 76             | Pavel Sivakov (RUS)       |                |
| 77             | Ian Stannard (GBR)        |                |

| Israel Start-Up Nation ISN | Israel Start-Up Nation ISN | Israel Start-Up Nation ISN |
| -------------------------- | -------------------------- | -------------------------- |
| Nr.                        | Rytter                     | Placering                  |
| 81                         | Matthias Brändle (AUT)     |                            |
| 82                         | Hugo Hofstetter (FRA)      |                            |
| 83                         | Krists Neilands (LAT)      |                            |
| 84                         | Guy Niv (ISR)              |                            |
| 85                         | Alexis Renard (FRA)        |                            |
| 86                         | Guy Sagiv (ISR)            |                            |
| 87                         | Norman Vahtra (EST)        |                            |

| Jumbo-Visma TJV | Jumbo-Visma TJV        | Jumbo-Visma TJV |
| --------------- | ---------------------- | --------------- |
| Nr.             | Rytter                 | Placering       |
| 91              | Robert Gesink (NED)    |                 |
| 92              | Pascal Eenkhoorn (NED) |                 |
| 93              | Maarten Wynants (BEL)  |                 |
| 94              | Sepp Kuss (USA)        |                 |
| 95              | Chris Harper (AUS)     |                 |
| 96              | Gijs Leemreize (NED)   |                 |

| Movistar Team MOV | Movistar Team MOV      | Movistar Team MOV |
| ----------------- | ---------------------- | ----------------- |
| Nr.               | Rytter                 | Placering         |
| 101               | Gabriel Cullaigh (GBR) |                   |
| 102               | Juri Hollmann (GER)    |                   |
| 103               | Johan Jacobs (SUI)     |                   |
| 104               | Lluís Mas (ESP)        |                   |
| 105               | Sebastián Mora (ESP)   |                   |
| 106               | Eduard Prades (ESP)    |                   |
| 107               | Davide Villella (ITA)  |                   |

| NTT Pro Cycling NTT | NTT Pro Cycling NTT           | NTT Pro Cycling NTT |
| ------------------- | ----------------------------- | ------------------- |
| Nr.                 | Rytter                        | Placering           |
| 111                 | Rasmus Tiller (NOR)           |                     |
| 112                 | Amanuel Ghebreigzabhier (ERI) |                     |
| 113                 | Danilo Wyss (SUI)             |                     |
| 114                 | Roman Kreuziger (CZE)         |                     |
| 115                 | Giacomo Nizzolo (ITA)         |                     |
| 116                 | Domenico Pozzovivo (ITA)      |                     |
| 117                 | Matteo Sobrero (ITA)          |                     |

| Team Sunweb SUN | Team Sunweb SUN       | Team Sunweb SUN |
| --------------- | --------------------- | --------------- |
| Nr.             | Rytter                | Placering       |
| 121             | Marc Hirschi (SUI)    |                 |
| 122             | Nico Denz (GER)       |                 |
| 123             | Chad Haga (USA)       |                 |
| 124             | Wilco Kelderman (NED) |                 |
| 125             | Sam Oomen (NED)       |                 |
| 126             | Martin Salmon (GER)   |                 |
| 127             | Martijn Tusveld (NED) | DNF-2           |

| Trek-Segafredo TFS | Trek-Segafredo TFS      | Trek-Segafredo TFS |
| ------------------ | ----------------------- | ------------------ |
| Nr.                | Rytter                  | Placering          |
| 131                | Julien Bernard (FRA)    |                    |
| 132                | Nicola Conci (ITA)      |                    |
| 133                | Niklas Eg (DEN)         |                    |
| 134                | Quinn Simmons (USA)     |                    |
| 135                | Jacopo Mosca (ITA)      |                    |
| 136                | Charlie Quaterman (GBR) |                    |
| 137                | Alexander Kamp (DEN)    |                    |

| Arkéa-Samsic ARK | Arkéa-Samsic ARK     | Arkéa-Samsic ARK |
| ---------------- | -------------------- | ---------------- |
| Nr.              | Rytter               | Placering        |
| 141              | Winner Anacona (COL) |                  |
| 142              | Warren Barguil (FRA) |                  |
| 143              | Nairo Quintana (COL) |                  |
| 144              | Maxime Bouet (FRA)   |                  |
| 145              | Nacer Bouhanni (FRA) |                  |
| 146              | Connor Swift (GBR)   |                  |
| 147              | Bram Welten (NED)    |                  |

| B&B Hotels-Vital Concept p/b KTM BVC | B&B Hotels-Vital Concept p/b KTM BVC | B&B Hotels-Vital Concept p/b KTM BVC |
| ------------------------------------ | ------------------------------------ | ------------------------------------ |
| Nr.                                  | Rytter                               | Placering                            |
| 151                                  | Cyril Barthe (FRA)                   |                                      |
| 152                                  | Arnaud Courteille (FRA)              |                                      |
| 153                                  | Frederik Backaert (BEL)              |                                      |
| 154                                  | Bert De Backer (BEL)                 |                                      |
| 155                                  | Luca Mozzato (ITA)                   |                                      |
| 156                                  | Tom-Jelte Slagter (NED)              |                                      |

| Total Direct Énergie TDE | Total Direct Énergie TDE | Total Direct Énergie TDE |
| ------------------------ | ------------------------ | ------------------------ |
| Nr.                      | Rytter                   | Placering                |
| 161                      | Rein Taaramäe (EST)      |                          |
| 162                      | Jonathan Hivert (FRA)    |                          |
| 163                      | Jérémy Cabot (FRA)       |                          |
| 164                      | Marlon Gaillard (FRA)    |                          |
| 165                      | Florian Maitre (FRA)     |                          |
| 166                      | Lorrenzo Manzin (FRA)    |                          |
| 167                      | Leonardo Bonifazio (ITA) |                          |

| Circus-Wanty Gobert CWG | Circus-Wanty Gobert CWG | Circus-Wanty Gobert CWG |
| ----------------------- | ----------------------- | ----------------------- |
| Nr.                     | Rytter                  | Placering               |
| 171                     | Yoann Offredo (FRA)     |                         |
| 172                     | Fabien Doubey (FRA)     |                         |
| 173                     | Jeremy Bellicaud (FRA)  |                         |
| 174                     | Ludwig De Winter (BEL)  |                         |
| 175                     | Thomas Degand (BEL)     |                         |
| 176                     | Timothy Dupont (BEL)    |                         |
| 177                     | Kevin Van Melsen (BEL)  |                         |

| Nippo-Delko One Provence NDP | Nippo-Delko One Provence NDP | Nippo-Delko One Provence NDP |
| ---------------------------- | ---------------------------- | ---------------------------- |
| Nr.                          | Rytter                       | Placering                    |
| 181                          | Pierre Barbier (FRA)         |                              |
| 182                          | Romain Combaud (FRA)         |                              |
| 183                          | Julien El Fares (FRA)        |                              |
| 184                          | José Gonçalves (POR)         |                              |
| 185                          | Mulu Hailemichael (ETH)      |                              |
| 186                          | Rémy Rochas (FRA)            |                              |
| 187                          | Evaldas Šiškevicius (LTU)    |                              |

| Natura4Ever-Roubaix Lille Métropole NRL | Natura4Ever-Roubaix Lille Métropole NRL | Natura4Ever-Roubaix Lille Métropole NRL |
| --------------------------------------- | --------------------------------------- | --------------------------------------- |
| Nr.                                     | Rytter                                  | Placering                               |
| 191                                     | Julien Antomarchi (FRA)                 |                                         |
| 192                                     | Ivan Centrone (LUX)                     |                                         |
| 193                                     | Mathias De Witte (BEL)                  |                                         |
| 194                                     | Thibault Ferasse (FRA)                  |                                         |
| 195                                     | Pierre Idjouadiène (FRA)                |                                         |
| 196                                     | Jérémy Leveau (FRA)                     |                                         |
| 197                                     | Christophe Masson (FRA)                 |                                         |

| Saint Michel-Auber 93 AUB | Saint Michel-Auber 93 AUB | Saint Michel-Auber 93 AUB |
| ------------------------- | ------------------------- | ------------------------- |
| Nr.                       | Rytter                    | Placering                 |
| 201                       | Bryan Alaphilippe (FRA)   |                           |
| 202                       | Baptiste Constantin (FRA) |                           |
| 203                       | Tony Hurel (FRA)          |                           |
| 204                       | Louis Louvet (FRA)        |                           |
| 205                       | Anthony Maldonado (FRA)   |                           |
| 206                       | Flavien Maurelet (FRA)    |                           |
| 207                       | Morne van Niekerk (RSA)   |                           |

| Astana AST | Astana AST             | Astana AST |
| ---------- | ---------------------- | ---------- |
| Nr.        | Rytter                 | Placering  |
| 1          | Gorka Izagirre (ESP)   |            |
| 2          | Aleksej Lutsenko (KAZ) |            |
| 3          | Alex Aranburu (ESP)    |            |
| 4          | Aleksandr Vlasov (RUS) |            |
| 5          | Fabio Felline (ITA)    |            |
| 6          | Merhawi Kudus (ERI)    |            |
| 7          | Vadim Pronskij (KAZ)   |            |

| AG2R La Mondiale ALM | AG2R La Mondiale ALM         | AG2R La Mondiale ALM |
| -------------------- | ---------------------------- | -------------------- |
| Nr.                  | Rytter                       | Placering            |
| 11                   | Mikaël Cherel (FRA)          |                      |
| 12                   | Julien Duval (FRA)           |                      |
| 13                   | Alexandre Geniez (FRA)       | DNF-2                |
| 14                   | Jaakko Hänninen (FIN)        |                      |
| 15                   | Aurélien Paret-Peintre (FRA) |                      |
| 16                   | Nans Peters (FRA)            |                      |
| 17                   | François Bidard (FRA)        |                      |

| CCC Team CCC | CCC Team CCC                   | CCC Team CCC |
| ------------ | ------------------------------ | ------------ |
| Nr.          | Rytter                         | Placering    |
| 21           | Will Barta (USA)               |              |
| 22           | Jan Hirt (CZE)                 |              |
| 23           | Jonas Koch (GER)               |              |
| 24           | Jakub Mareczko (ITA)           |              |
| 25           | Fausto Masnada (ITA)           |              |
| 26           | Michał Paluta (POL) (landevej) |              |
| 27           | Attila Valter (HUN)            |              |

| Cofidis COF | Cofidis COF               | Cofidis COF |
| ----------- | ------------------------- | ----------- |
| Nr.         | Rytter                    | Placering   |
| 31          | Jesús Herrada (ESP)       |             |
| 32          | Fernando Barceló (ESP)    |             |
| 33          | Victor Lafay (FRA)        |             |
| 34          | Jesper Hansen (DEN)       |             |
| 35          | Pierre-Luc Périchon (FRA) |             |
| 36          | Damien Touzé (FRA)        |             |
| 37          | Julien Vermote (BEL)      |             |

| Deceuninck-Quick Step DQT | Deceuninck-Quick Step DQT | Deceuninck-Quick Step DQT |
| ------------------------- | ------------------------- | ------------------------- |
| Nr.                       | Rytter                    | Placering                 |
| 41                        | Kasper Asgreen (DEN)      |                           |
| 42                        | Andrea Bagioli (ITA)      |                           |
| 43                        | Rémi Cavagna (FRA)        |                           |
| 44                        | Dries Devenyns (BEL)      |                           |
| 45                        | Ian Garrison (USA)        |                           |
| 46                        | Iljo Keisse (BEL)         |                           |
| 47                        | Pieter Serry (BEL)        |                           |

| EF Pro Cycling EF1 | EF Pro Cycling EF1    | EF Pro Cycling EF1 |
| ------------------ | --------------------- | ------------------ |
| Nr.                | Rytter                | Placering          |
| 51                 | Tanel Kangert (EST)   |                    |
| 52                 | Hugh Carthy (GBR)     |                    |
| 53                 | Magnus Cort (DEN)     |                    |
| 54                 | Ruben Guerreiro (POR) |                    |
| 55                 | Luis Villalobos (MEX) |                    |
| 56                 | Sean Bennett (USA)    |                    |
| 57                 | Sep Vanmarcke (BEL)   |                    |

| Groupama-FDJ GFC | Groupama-FDJ GFC          | Groupama-FDJ GFC |
| ---------------- | ------------------------- | ---------------- |
| Nr.              | Rytter                    | Placering        |
| 61               | Thibaut Pinot (FRA)       |                  |
| 62               | David Gaudu (FRA)         |                  |
| 63               | Antoine Duchesne (CAN)    |                  |
| 64               | Matthieu Ladagnous (FRA)  |                  |
| 65               | Rudy Molard (FRA)         |                  |
| 66               | Anthony Roux (FRA)        |                  |
| 67               | Ignatas Konovalovas (LTU) |                  |

| Team Ineos INS | Team Ineos INS            | Team Ineos INS |
| -------------- | ------------------------- | -------------- |
| Nr.            | Rytter                    | Placering      |
| 71             | Owain Doull (GBR)         |                |
| 72             | Eddie Dunbar (IRL)        |                |
| 73             | Michał Gołaś (POL)        |                |
| 74             | Christopher Lawless (GBR) |                |
| 75             | Gianni Moscon (ITA)       |                |
| 76             | Pavel Sivakov (RUS)       |                |
| 77             | Ian Stannard (GBR)        |                |

| Israel Start-Up Nation ISN | Israel Start-Up Nation ISN | Israel Start-Up Nation ISN |
| -------------------------- | -------------------------- | -------------------------- |
| Nr.                        | Rytter                     | Placering                  |
| 81                         | Matthias Brändle (AUT)     |                            |
| 82                         | Hugo Hofstetter (FRA)      |                            |
| 83                         | Krists Neilands (LAT)      |                            |
| 84                         | Guy Niv (ISR)              |                            |
| 85                         | Alexis Renard (FRA)        |                            |
| 86                         | Guy Sagiv (ISR)            |                            |
| 87                         | Norman Vahtra (EST)        |                            |

| Jumbo-Visma TJV | Jumbo-Visma TJV        | Jumbo-Visma TJV |
| --------------- | ---------------------- | --------------- |
| Nr.             | Rytter                 | Placering       |
| 91              | Robert Gesink (NED)    |                 |
| 92              | Pascal Eenkhoorn (NED) |                 |
| 93              | Maarten Wynants (BEL)  |                 |
| 94              | Sepp Kuss (USA)        |                 |
| 95              | Chris Harper (AUS)     |                 |
| 96              | Gijs Leemreize (NED)   |                 |

| Movistar Team MOV | Movistar Team MOV      | Movistar Team MOV |
| ----------------- | ---------------------- | ----------------- |
| Nr.               | Rytter                 | Placering         |
| 101               | Gabriel Cullaigh (GBR) |                   |
| 102               | Juri Hollmann (GER)    |                   |
| 103               | Johan Jacobs (SUI)     |                   |
| 104               | Lluís Mas (ESP)        |                   |
| 105               | Sebastián Mora (ESP)   |                   |
| 106               | Eduard Prades (ESP)    |                   |
| 107               | Davide Villella (ITA)  |                   |

| NTT Pro Cycling NTT | NTT Pro Cycling NTT           | NTT Pro Cycling NTT |
| ------------------- | ----------------------------- | ------------------- |
| Nr.                 | Rytter                        | Placering           |
| 111                 | Rasmus Tiller (NOR)           |                     |
| 112                 | Amanuel Ghebreigzabhier (ERI) |                     |
| 113                 | Danilo Wyss (SUI)             |                     |
| 114                 | Roman Kreuziger (CZE)         |                     |
| 115                 | Giacomo Nizzolo (ITA)         |                     |
| 116                 | Domenico Pozzovivo (ITA)      |                     |
| 117                 | Matteo Sobrero (ITA)          |                     |

| Team Sunweb SUN | Team Sunweb SUN       | Team Sunweb SUN |
| --------------- | --------------------- | --------------- |
| Nr.             | Rytter                | Placering       |
| 121             | Marc Hirschi (SUI)    |                 |
| 122             | Nico Denz (GER)       |                 |
| 123             | Chad Haga (USA)       |                 |
| 124             | Wilco Kelderman (NED) |                 |
| 125             | Sam Oomen (NED)       |                 |
| 126             | Martin Salmon (GER)   |                 |
| 127             | Martijn Tusveld (NED) | DNF-2           |

| Trek-Segafredo TFS | Trek-Segafredo TFS      | Trek-Segafredo TFS |
| ------------------ | ----------------------- | ------------------ |
| Nr.                | Rytter                  | Placering          |
| 131                | Julien Bernard (FRA)    |                    |
| 132                | Nicola Conci (ITA)      |                    |
| 133                | Niklas Eg (DEN)         |                    |
| 134                | Quinn Simmons (USA)     |                    |
| 135                | Jacopo Mosca (ITA)      |                    |
| 136                | Charlie Quaterman (GBR) |                    |
| 137                | Alexander Kamp (DEN)    |                    |

| Arkéa-Samsic ARK | Arkéa-Samsic ARK     | Arkéa-Samsic ARK |
| ---------------- | -------------------- | ---------------- |
| Nr.              | Rytter               | Placering        |
| 141              | Winner Anacona (COL) |                  |
| 142              | Warren Barguil (FRA) |                  |
| 143              | Nairo Quintana (COL) |                  |
| 144              | Maxime Bouet (FRA)   |                  |
| 145              | Nacer Bouhanni (FRA) |                  |
| 146              | Connor Swift (GBR)   |                  |
| 147              | Bram Welten (NED)    |                  |

| B&B Hotels-Vital Concept p/b KTM BVC | B&B Hotels-Vital Concept p/b KTM BVC | B&B Hotels-Vital Concept p/b KTM BVC |
| ------------------------------------ | ------------------------------------ | ------------------------------------ |
| Nr.                                  | Rytter                               | Placering                            |
| 151                                  | Cyril Barthe (FRA)                   |                                      |
| 152                                  | Arnaud Courteille (FRA)              |                                      |
| 153                                  | Frederik Backaert (BEL)              |                                      |
| 154                                  | Bert De Backer (BEL)                 |                                      |
| 155                                  | Luca Mozzato (ITA)                   |                                      |
| 156                                  | Tom-Jelte Slagter (NED)              |                                      |

| Total Direct Énergie TDE | Total Direct Énergie TDE | Total Direct Énergie TDE |
| ------------------------ | ------------------------ | ------------------------ |
| Nr.                      | Rytter                   | Placering                |
| 161                      | Rein Taaramäe (EST)      |                          |
| 162                      | Jonathan Hivert (FRA)    |                          |
| 163                      | Jérémy Cabot (FRA)       |                          |
| 164                      | Marlon Gaillard (FRA)    |                          |
| 165                      | Florian Maitre (FRA)     |                          |
| 166                      | Lorrenzo Manzin (FRA)    |                          |
| 167                      | Leonardo Bonifazio (ITA) |                          |

| Circus-Wanty Gobert CWG | Circus-Wanty Gobert CWG | Circus-Wanty Gobert CWG |
| ----------------------- | ----------------------- | ----------------------- |
| Nr.                     | Rytter                  | Placering               |
| 171                     | Yoann Offredo (FRA)     |                         |
| 172                     | Fabien Doubey (FRA)     |                         |
| 173                     | Jeremy Bellicaud (FRA)  |                         |
| 174                     | Ludwig De Winter (BEL)  |                         |
| 175                     | Thomas Degand (BEL)     |                         |
| 176                     | Timothy Dupont (BEL)    |                         |
| 177                     | Kevin Van Melsen (BEL)  |                         |

| Nippo-Delko One Provence NDP | Nippo-Delko One Provence NDP | Nippo-Delko One Provence NDP |
| ---------------------------- | ---------------------------- | ---------------------------- |
| Nr.                          | Rytter                       | Placering                    |
| 181                          | Pierre Barbier (FRA)         |                              |
| 182                          | Romain Combaud (FRA)         |                              |
| 183                          | Julien El Fares (FRA)        |                              |
| 184                          | José Gonçalves (POR)         |                              |
| 185                          | Mulu Hailemichael (ETH)      |                              |
| 186                          | Rémy Rochas (FRA)            |                              |
| 187                          | Evaldas Šiškevicius (LTU)    |                              |

| Natura4Ever-Roubaix Lille Métropole NRL | Natura4Ever-Roubaix Lille Métropole NRL | Natura4Ever-Roubaix Lille Métropole NRL |
| --------------------------------------- | --------------------------------------- | --------------------------------------- |
| Nr.                                     | Rytter                                  | Placering                               |
| 191                                     | Julien Antomarchi (FRA)                 |                                         |
| 192                                     | Ivan Centrone (LUX)                     |                                         |
| 193                                     | Mathias De Witte (BEL)                  |                                         |
| 194                                     | Thibault Ferasse (FRA)                  |                                         |
| 195                                     | Pierre Idjouadiène (FRA)                |                                         |
| 196                                     | Jérémy Leveau (FRA)                     |                                         |
| 197                                     | Christophe Masson (FRA)                 |                                         |

| Saint Michel-Auber 93 AUB | Saint Michel-Auber 93 AUB | Saint Michel-Auber 93 AUB |
| ------------------------- | ------------------------- | ------------------------- |
| Nr.                       | Rytter                    | Placering                 |
| 201                       | Bryan Alaphilippe (FRA)   |                           |
| 202                       | Baptiste Constantin (FRA) |                           |
| 203                       | Tony Hurel (FRA)          |                           |
| 204                       | Louis Louvet (FRA)        |                           |
| 205                       | Anthony Maldonado (FRA)   |                           |
| 206                       | Flavien Maurelet (FRA)    |                           |
| 207                       | Morne van Niekerk (RSA)   |                           |